# Johannes Nisle
Johannes Nisle (* 28. Februar 1735 in Geislingen an der Steige; † 10. April 1788 während einer Konzertreise, vermutlich in Sorau) war ein deutscher Hornist.

## Leben
Johannes Nisle (Nißle) wurde als fünfter Sohn des Metzgers und Gastwirts Johann Conrad Nißle und der Bauerntochter Barbara, geb. Grupp (Gruppin) in Geislingen an der Steige geboren. Der Familienname wurde seinerzeit Nißle oder Nüßle geschrieben. Schon als Kind soll er Posthorn gespielt haben, später erhielt er gründlichen Musikunterricht. Ab 1758 arbeitete er als Hoboist der Württembergischen Garde in Stuttgart und Ludwigsburg. 1759 heiratete er in Ludwigsburg Juliane Margarethe (Juliana Margaretha) Kauffmann (1741–1822). Bei dem französischen Hornisten und Komponisten Jean-Joseph Rodolphe (Johann Joseph Rudolph), der von 1760 bis 1766 Mitglied der Württembergischen Hofkapelle Carl Eugens  war, vervollkommnete er sein Hornspiel und studierte außerdem Komposition. Rudolph und Nisle waren ab 1763 die beiden ersten Hornisten der von Niccolò Jommelli zwischen 1753 und 1769 geleiteten Hofkapelle; nach Rudolphs Weggang übernahm er die Position des Ersten Hornisten.
1766 unternahm Nisle eine erste Konzertreise – zusammen mit dem italienischen Violinisten Antonio Lolli, der von 1758 bis 1773 als Solist der Hofkapelle angehörte. Beide traten auch in Wallerstein auf, wohin sich Nisle bald beruflich orientieren sollte. Geldsorgen, Zwistigkeiten mit dem Dienstherrn und die Verkleinerung der Württembergischen Hofkapelle führten dazu, dass Nisle 1773 seinen Dienst quittierte und an den bescheideneren Hof des Fürsten Kraft Ernst zu Oettingen-Wallerstein (1748–1802) ins schwäbische Wallerstein wechselte. Bis 1777 blieb Nisle in Wallerstein. Später folgten Anstellungen in Neuwied (um 1779 bis 1782), an der Meininger Hofkapelle (1783 bis 1786) und schließlich im damals sächsischen Hildburghausen (ab 1785). Währenddessen unternahm er immer wieder ausgedehnte Konzertreisen; zusammen mit seinem ältesten Sohn Johann Wilhelm Friedrich spielte Nisle 1776 auch vor dem preußischen Kronprinzen Friedrich Wilhelm. Johannes Nisle verstarb während einer letzten Konzertreise, vermutlich in Sorau (heute Żary) in der Niederlausitz.
Seine Söhne Johann Wilhelm Friedrich (1768–1839) und Christian David (1772–?) waren ebenfalls angesehene Hornisten; sein jüngster Sohn Johann Martin Friedrich (1780–1873) machte als reisender Hornvirtuose und einfallsreicher Komponist in ganz Europa auf sich aufmerksam.
Nisle, Vater und Söhne, berühmte Horn-Virtuosen. Ersterer, der Vater, dessen Vornamen nicht bekannt ist, ward geb. im J. 1737 zu Geißlingen in Würt[t]emberg und bildete sich in Stuttgart. In seinen jüngeren Jahren galt er für einen der größten Waldhornisten Deutschlands, und sein Name war allgemein bekannt. Um 1776 war er Konzertmeister des Fürsten zu Neuwied; reiselustig aber, wie er von Hause aus war, blieb er hier nicht lange, sondern trat nach einigen Jahren wieder große Wanderungen an, wie er sie früher bereits gemacht hatte. Diesmal nahm er auch seine unten folgenden beiden Söhne mit, um ihnen ununterbrochen Unterricht ertheilen und sie selbst auch schon dem Publikum als kleine Virtuosen vorführen zu können. In Stuttgart wieder angekommen, nahm er auf einige Zeit die ihm angetragene Stelle als erster Hornist in der Kapelle an. Dann ging er wieder auf Reisen.
1785 traf er in Hildburghausen ein, und bereits etwas kränklich, blieb er hier auch, nur hie und da noch einmal einen Abstecher nach Meiningen machend, bis er 1788 starb.
Seine beiden Söhne, David und Johann [Martin] Friedrich, von welchen jener 1774 und dieser 1778 zu Neuwied geboren wurde, begleiteten ihn – wie schon erwähnt – in ihrer ersten Jugend schon auf Reisen und wurden früh von ihm auf dem Horne unterrichtet. David soll sich bereits im Alter von 5 Jahren auf dem Instrument haben hören lassen und auch das größere virtuosische Talent von Beiden besessen haben; Johann zeigte nicht solche besondere Lust zur Uebung des Hornes, jedoch wurde auch er ein ganz anständiger Bläser. Nach des Vaters Tode blieben beide Brüder erst einige Zeit bei der Mutter; dann aber gingen sie zusammen auf Reisen. Doch trennten sie sich nach nicht gar langer Zeit und Johann blieb in Rudolstadt, ließ sich von Koch (Heinrich Christoph Koch) noch in der Komposition und auf dem Klaviere unterrichten, und ging dann nach Rostock, um Collegien zu hören und Kompositionen herauszugeben.
David war während der Zeit allein umhergewandert und hatte als Virtuos sich einen bedeutenden Ruf erworben. In Wien trafen sich 1806 indeß beide Brüder wieder, gingen zusammen nach Ungarn, wo sie bis ins Jahr 1809 bei einem Edelmann lebten, und begaben sich endlich nach Italien, speciell nach Sizilien. Von diesem Zeitpunkt an verschwindet alle Spur von David; wahrscheinlich blieb er irgendwo in Italien. In Catania wenigstens lebte Johann [Martin Friedrich] nun schon mehrere Jahre allein, mit Unterrichtgeben und Komponieren sich beschäftigend und nur selten noch als Hornist öffentlich auftretend. Von Catania wendete sich Johann nach Neapel, ward aber hier krank und bekam eine mächtige Sehnsucht nach seinem deutschen Vaterlande. Gleich nachdem er wieder genesen war, suchte er diese Sehnsucht zu befriedigen, und ging durch die Schweiz, wo er übrigens doch noch ein ganzes Jahr zur völligen Wiederherstellung seiner Gesundheit verweilen mußte, während der Zeit aber das Amt eines Musikdirektors bekleidete, 1834 nach Deutschland zurück. Im Sommer 1836 begab er sich nach London, wo er 1837 noch war.
Johann [Martin Friedrich] N. war ein geschickter Komponist und man hat von ihm Ouvertüren, Quintette, Quartette und Trio's, Violin-Duo's, Hornsachen verschiedener Art, Lieder und Gesänge, Pianofortestücke.